# (4022) Нонна
(4022) Нонна (лат. Nonna) — типичный астероид главного пояса, открыт 8 октября 1981 года советским астрономом Людмилой Черных в Крымской астрофизической обсерватории и 25 августа 1991 года назван в честь советской и российской актрисы Нонны Мордюковой.

## Обнаружение и именование
(4022) Нонна
Открыт 8 октября 1981 года в Научном Л. И. Черных.
Назван в честь популярной советской киноактрисы Нонны (Ноябрины) Викторовны Мордюковой.
Оригинальный текст (англ.)4022 Nonna
Discovered 1981-10-08 by Chernykh, L. at Nauchnyj.
Named in honor of Nonna (Noyabrina) Viktorovna Mordyukova, a popular Soviet cinema actress.
Источники: DISCOVERY.DB; M.P.C. 18645.

## Орбита

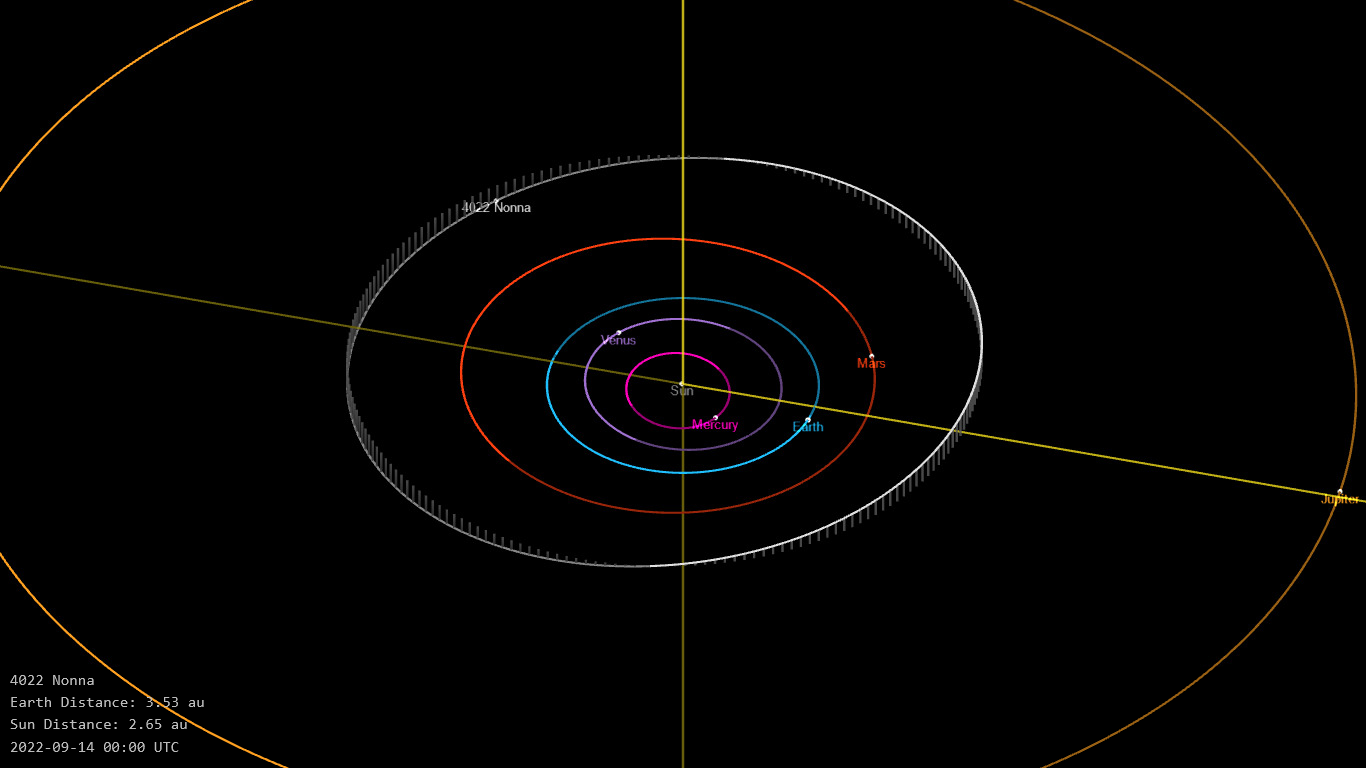
Орбита астероида Нонна и его положение в Солнечной системе

## Физические характеристики
Из наблюдений системы телескопов панорамного обзора и быстрого реагирования Pan-STARRS следует, что астероид относится к таксономическому классу Q или V.
По результатам наблюдений в видимом и ближнем инфракрасном диапазоне космического телескопа NEOWISE диаметр астероида сначала оценивался равным 3,67±7,00 км, позже — 3,670±6,999 км. Согласно тем же источникам альбедо оценивается как 0,907±0,440.